# Kvantenburg
Kvantenburg (även Qvantenburg) är en herrgård i Bolstads socken i Melleruds kommun.

## Historik
Den innehades omkring 1540 av Johan Turesson (Tre Rosor), men verkar jämte några andra gårdar ha blivit indragen till kronan som före detta avelsgård under kronans slott Dalaborg. 1609 skrev Karl IX till Michel Pedersson, att han tänkte anlägga en stad och en kungsgård vid Dalbergsån. Kungsgårdsbyggnaden påbörjades, men arbetet avstannade snart. Kambol var fortfarande ett kronohemman, men såldes jämte flera andra 1639 till ryttmästaren B. B:son Papegoja. Det ägdes sedan av släkten Leijonsköld i tre led och därefter av biskop Iser i Västerås samt dennes måg överste Segerfelt. På 1770-talet tillhörde Kambol överste Carl Jacob von Quanten, född 1734 i Finland, som 1778 gjorde det till fideikommiss. Huvudbyggnaden uppfördes 1818. Det innehades ännu 1915 av hans sonsons sonson K. J. T. von Quanten.

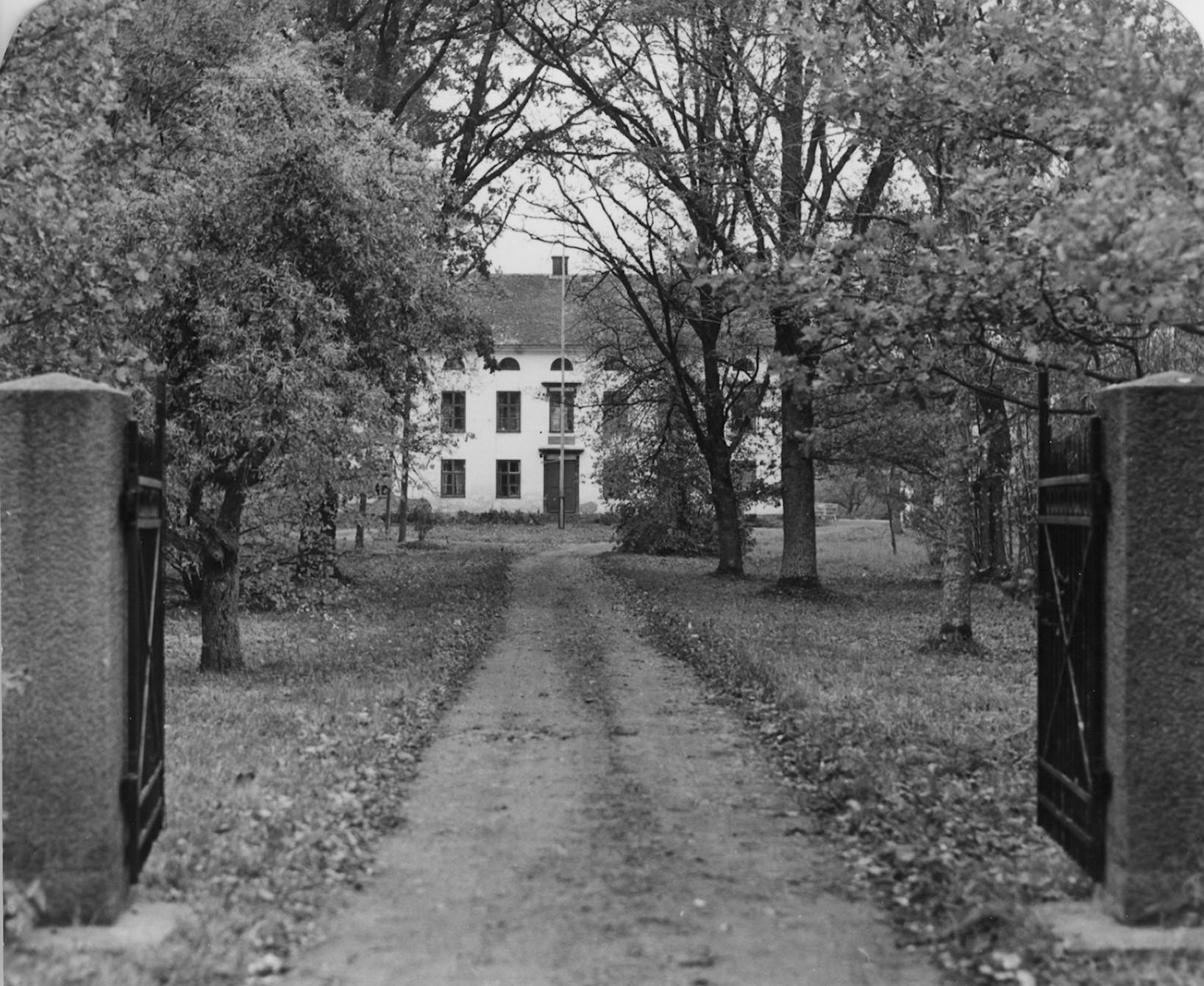
Kvantenburg i augusti 1951.

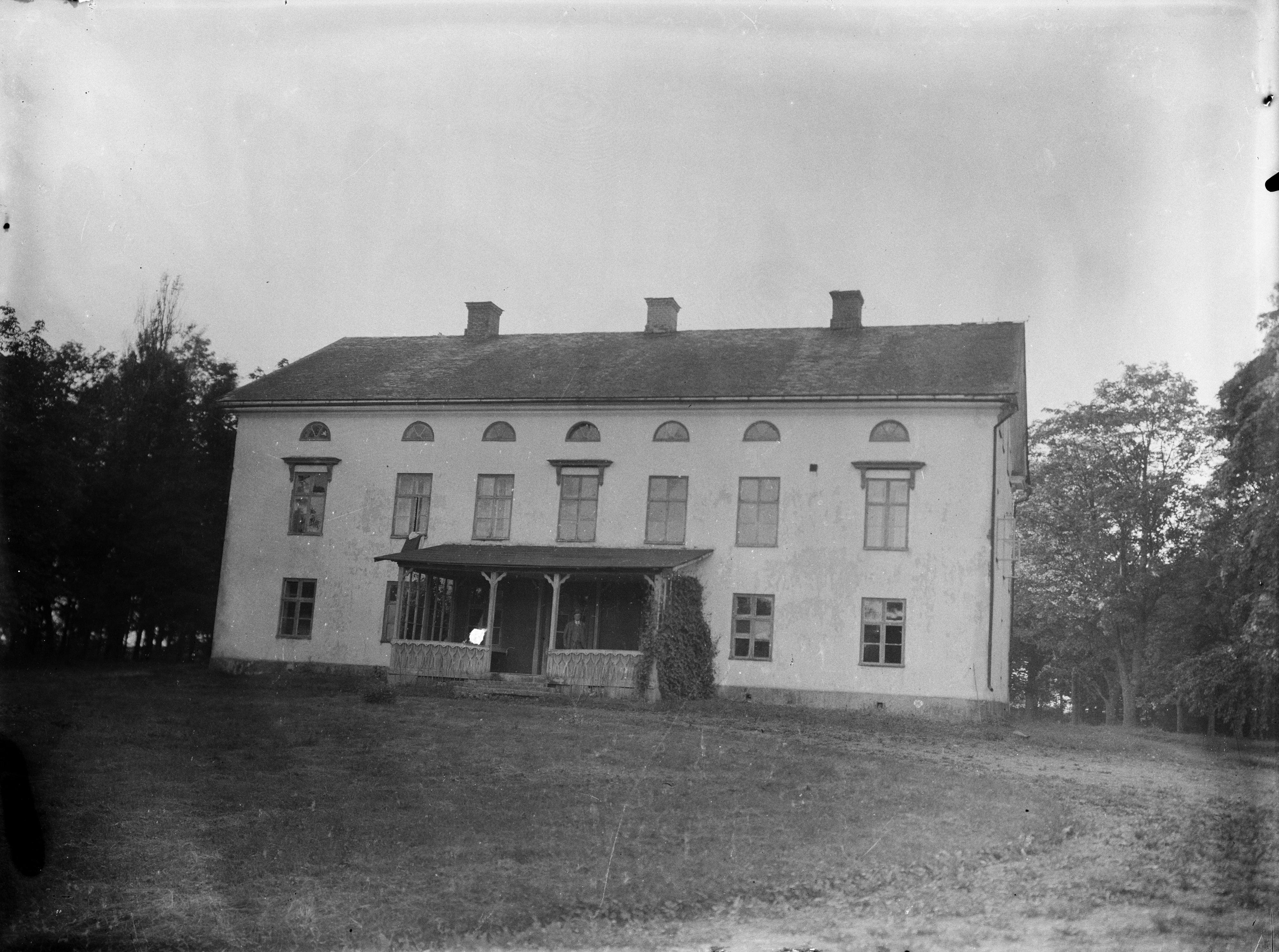
Kvantenburg från nordost okänt årtal.

Den siste fideikommissarien var godsägaren Ebbe von Quanten som sålde egendomen 1922till familjen Andersson.[källa behövs]
Kvantenburgs gods ägs idag (2008) av familjen Kvantenå. Egendomen omfattar ca 500 hektar och är därmed ett av de största godsen på Dalboslätten i södra Dalsland.